# Podejrzany (serial telewizyjny)
Podejrzany (ang. Secrets & Lies) – limitowany amerykański serial telewizyjny (dramat, thriller), wyprodukowany przez ABC Studios, Hoodlum Entertainment oraz Kapital Entertainment. Serial jest amerykańską wersją australijskiego serialu o tym samym tytule. Producentem wykonawczym jest Barbie Kligman.
Serial był emitowany od 1 marca 2015 roku do 4 grudnia 2016 roku przez ABC. Natomiast w Polsce serial był emitowany od 2 marca 2015 roku do 28 listopada 2016 roku przez AXN.
7 maja 2015 roku stacja ABC ogłosiła zamówienie drugiego sezonu, który liczył 10 odcinków.
11 maja 2017 roku, stacja ABC ogłosiła zakończenie produkcji serialu po dwóch sezonach.

## Fabuła

### Sezon 1
Ben Crawford w trakcie porannego joggingu znajduje w lesie ciało martwego chłopca. Sprawą zajmuje się bezwzględna detektyw Cornell, która uważa go za głównego podejrzanego. W tej sytuacji Ben, aby oczyścić swoje imię i uratować rodzinę od rozpadu, postanawia na własną rękę odnaleźć mordercę chłopca.

## Obsada

### Sezon 1

#### Główna
- Ryan Phillippe jako Ben Crawford[8]
- Juliette Lewis jako Detektyw Andrea Cornell[9]
- KaDee Strickland jako  Christy Crawford[10]
- Natalie Martinez jako Jess Murphy
- Dan Fogler jako  Dave Lindsey
- Indiana Evans jako  Natalie Crawford[11]
- Belle Shouse jako  Abby Crawford

#### Role drugoplanowe
- Steven Brand jako Joseph Turner[11]
- Kate Ashfield jako Vanessa Turner[11]
- Charles Dutton jako Kevin Williams[11]
- Meaghan Rath jako Nicole Murphy[12]

### Sezon 2

#### Główna
- Michael Ealy jako  Eric Warner[13]
- Juliette Lewis jako detektyw Andrea Cornell[13]
- Mekia Cox jako Amanda Warner - siostra Erica[14]
- Terry O’Quinn jako John Warner - ojciec Erica[15]

#### Role drugoplanowe
- Jordana Brewster jako Katy, żona Erica[16]
- Charlie Barnett jako Patrick Warner, brat Erica[17]
- AnnaLyne McCord jako Melanie Warner[18]
- Kenny Johnson jako Danny[19]
- Eric Winter[20]
- Edwin Hodge jako dr Greg Young[21]
- Dawn Olivieri jako Felicia Santchez, skorumpowana policjantka[22]

## Odcinki
| Sezon | Sezon | Odcinki | Oryginalna emisja | Oryginalna emisja | Oryginalna emisja | Oryginalna emisja | Oryginalna emisja |
| Sezon | Sezon | Odcinki | Premiera sezonu   | Finał sezonu      | Premiera sezonu   | Finał sezonu      |                   |
| ----- | ----- | ------- | ----------------- | ----------------- | ----------------- | ----------------- | ----------------- |
|       | 1     | 10      | 1 marca 2015      | 3 maja 2015       | 2 marca 2015      | 4 maja 2015       |                   |
|       | 2     | 10      | 25 września 2016  | 4 grudnia 2016    | 26 września 2016  | 28 listopada 2016 |                   |

## Produkcja
10 maja 2014 roku, ABC zamówiła serial na sezon telewizyjny 2014/15, którego emisja jest zaplanowana na midseason.